# Zofia Uziak
Zofia Uziak (ur. 1925, zm. 24 listopada 2015) – polska specjalista w zakresie agronomi i ogrodnictwa, prof. dr hab.

## Życiorys
Otrzymała tytuł profesora nauk rolniczych. Pracowała w Katedrze Fizjologii Roślin na Wydziale Ogrodniczym Akademii Rolniczej w Lublinie.

## Odznaczenia i wyróżnienia
- Medal Komisji Edukacji Narodowej[2]
- Medal Zasłużony dla Miasta Lublina[2]
- Krzyż Kawalerski Orderu Odrodzenia Polski[2]
- Odznaka tytułu honorowego „Zasłużony Nauczyciel Polskiej Rzeczypospolitej Ludowej”[2]
- Złoty Krzyż Zasługi[2]